# Cerrophidion
Cerrophidion är ett släkte av ormar som ingår i familjen huggormar.
Släktets medlemmar är med en längd av 50 till 75 cm små ormar. De lever i Centralamerika i bergstrakter som är täckta av blandskogar eller molnskogar. Vissa arter når 3000 meter över havet. Individerna vistas främst på marken och äter ödlor samt mindre däggdjur. Honor föder levande ungar (ovovivipari).
Arter enligt Catalogue of Life:
- Cerrophidion barbouri
- Cerrophidion godmani
- Cerrophidion petlalcalensis
- Cerrophidion tzotzilorum

The Reptile Database listar ytterligare två arter:
- Cerrophidion sasai
- Cerrophidion wilsoni

Cerrophidion barbouri listas istället i släktet Mixcoatlus.